# Bernard Mitton
Bernard Mitton (9 de noviembre de 1954-5 de mayo de 2017) fue un jugador sudafricano de tenis. En su carrera conquistó dos torneos ATP de individuales y nueve torneos ATP de dobles. Su mejor posición en el ranking de individuales fue el N°54 en diciembre de 1975. En 1973 y 1976 llegó a la cuarta ronda de Wimbledon y en 1980 llegó a la cuarta ronda del US Open.